# Kameleon czterorogi
Kameleon czterorogi (Trioceros quadricornis) – gatunek jaszczurki z rodziny kameleonowatych (Chamaeleonidae).

## Występowanie
Kameleon czterorogi żyje w zachodniej Afryce – w Nigerii i Kamerunie.

## Opis
Kameleon czterorogi osiąga długość ciała dochodzącą do 20 cm, całkowita z ogonem do 38 cm (samce) i 29 cm (samice). Ubarwiony jest na zielono. Samce posiadają w czołowej części głowy cztery niewielkie rogi o pierścieniowej budowie. Dwa z nich umiejscowione są w końcowej części pyska, następne dwa mniejsze znajdują się pomiędzy oczami. Na grzbiecie tej jaszczurki rozciąga się wydłużony, gładki i niski grzebień.